# Palau ai Giochi della XXVIII Olimpiade
Palau partecipò ai Giochi della XXVIII Olimpiade, svoltisi ad Atene, Grecia, dal 13 al 29 agosto 2004, con una delegazione di 4 atleti impegnati in tre discipline.

## Risultati

### Atletica leggera
| Q | Qualificato al turno successivo per la Classifica in qualificazione                                                          |
| q | Qualificato per il turno successivo per ripescaggio o, negli eventi su campo, conquistando la misura minima per qualificarsi |

Maschile
Eventi su pista e strada
| Atleta       | Evento      | Batteria  | Batteria   | Quarti di finale | Quarti di finale | Semifinale      | Semifinale      | Finale          | Finale          |
| Atleta       | Evento      | Risultato | Classifica | Risultato        | Classifica       | Risultato       | Classifica      | Risultato       | Classifica      |
| ------------ | ----------- | --------- | ---------- | ---------------- | ---------------- | --------------- | --------------- | --------------- | --------------- |
| Russel Roman | 200 m piani | 24"89     | 8º         | non qualificato  | non qualificato  | non qualificato | non qualificato | non qualificato | non qualificato |

Femminile
Eventi su pista e strada
| Atleta           | Evento      | Batteria  | Batteria   | Quarti di finale | Quarti di finale | Semifinale      | Semifinale      | Finale          | Finale          |
| Atleta           | Evento      | Risultato | Classifica | Risultato        | Classifica       | Risultato       | Classifica      | Risultato       | Classifica      |
| ---------------- | ----------- | --------- | ---------- | ---------------- | ---------------- | --------------- | --------------- | --------------- | --------------- |
| Ngerak Florencio | 100 m piani | 12"76     | 7ª         | non qualificata  | non qualificata  | non qualificata | non qualificata | non qualificata | non qualificata |

### Lotta
Greco-romana
| Atleta           | Evento | Fase a gironi            | Fase a gironi         | Fase a gironi | Fase a gironi        | Quarti di finale     | Semifinale           | Finale / FB          | Finale / FB |
| Atleta           | Evento | Avversario Risultato     | Avversario Risultato  | Pos.          | Avversario Risultato | Avversario Risultato | Avversario Risultato | Avversario Risultato | Pos.        |
| ---------------- | ------ | ------------------------ | --------------------- | ------------- | -------------------- | -------------------- | -------------------- | -------------------- | ----------- |
| John Tarkong Jr. | −96 kg | Chkhaidze (KGZ) P 0–4 ST | Dinčev (BUL) P 0–4 ST | 3º            | non qualificato      | non qualificato      | non qualificato      | non qualificato      | 20º         |

### Nuoto
Femminile
| Atleta      | Evento            | Batteria  | Batteria   | Semifinale      | Semifinale      | Finale          | Finale          |
| Atleta      | Evento            | Risultato | Classifica | Risultato       | Classifica      | Risultato       | Classifica      |
| ----------- | ----------------- | --------- | ---------- | --------------- | --------------- | --------------- | --------------- |
| Evelyn Otto | 50 m stile libero | 33"04     | 70ª        | non qualificata | non qualificata | non qualificata | non qualificata |